# Litauens filmhistoria
Litauisk film började produceras på 1930-talet. Under Sovjetunionens ockupation av landet 1945-1991 hölls hård kontroll över filmindustrin. Med Arūnas Matelis dokumentärfilmer i slutet av 1980-talet återvann den litauiska filmen lite av sin självständighet. Sedan självständigheten den 11 mars 1990 utvecklades filmskapandet snabbt. Filmindustrin har dock förblivit relativt liten, fram till idag har omkring 80 filmer spelats in i Litauen.
Den svenska TV-serien Snapphanar spelades delvis in i Litauen.

## Litauiska skådespelare
- Regimantas Adomaitis
- Donatas Banionis
- Ingeborga Dapkūnaitė (Sju år i Tibet)
- Antanas Škėma
- Adolfas Večerskis

## Litauiska regissörer
- Arūnas Matelis
- Šarūnas Bartas
- Artūras Barysas
- Romas Lileikis
- Adolfas Mekas
- Jonas Mekas
- Jonas Vaitkus
- Vytautas Žalakevičius
- Algimantas Puipa

## Kända, litauiska filmer
- 2005: Prieš parskrendant į žemę En dokumentär om ett barn med leukemi. Utsedd till "Bästa litauiska film" 2005.
- 2005: Dievų miškas